# 隔岸観火
隔岸観火（かくがんかんか、岸を隔てて火を観る）は兵法三十六計の第九計にあたる戦術。

## 本文
```
陽乖序乱、陰以待逆。暴戻恣睢、其勢自斃。順以動豫、豫順以動。
```

敵の内部で離反が起きて序列が乱れていることが明らかとなったなら、退いて異変が起きるのを待て。暴戻恣睢（ぼうれいしき：横暴で残忍な様）であれば、その勢は自ら斃（たお）れる。「順（じゅん）を以って動くならば豫（よ）、豫（よ）ならば順（じゅん）を以って動く（易経豫卦）」状況に順応して動こうとするならば、あらかじめ慮った上で慎重に備えをせよ。そのようにするからこそ、状況に順応して動くことができるのだ。
※「順以動豫、豫順以動」は豫卦、すなわち雷地豫(らいちよ)の象。

## 按語・事例
敵の秩序に乱れがあれば我は放置して敵の自滅自壊を待つ。こちらが攻めずに放置すれば、敵は団結する理由を失い、内紛の火種は大きな火事となる。また、隔岸観火の語は、火攻めの極意を示しており、孫子の「火攻篇」の趣旨と同じだとも言う。
袁尚、袁煕は曹操に敗れて東の公孫康の下に敗走したが、臣下が攻めるように勧めたにもかかわらず曹操はそのまましばらく放置した。すると公孫康は袁尚、袁煕を斬って、首を曹操に送ってきた。曹操がこれを予言していたので、将軍たちが曹操に理由を尋ねたところ、「こちらが攻め立てれば彼らは同盟協力しあっただろうが、追いつめずに放っておけば、互いに疑心暗鬼となる。その結果、こうなるのは明らかだ」と答えた（三国志）。
中国春秋時代に晋の宰相趙盾は宋、衛、陳とともに晋から離反した鄭を攻めた。楚の大臣鬬椒は鄭へ救援に向かい、「楚王はこれから諸侯を帰服させるのに、配下の私が諸侯の難儀を見捨てることが出来ようか」と言って、陣を構えて決戦を挑んだ。鬬椒の豪勇を知る趙盾は「彼の一族は楚で盛んであるのでやがて滅びる。しばらく驕らせておこう」と言って兵を退いた。果たして後年、鬬椒は荘王の謀臣蔿賈を幽閉して殺し、叛乱軍を起こして荘王に鎮圧された。鬬椒・蔿賈という優れた武将を二人も一挙に失ってしまった荘王は、以降の重要な戦いでは常に自らが先頭に立って軍を率いねばならなかった。
後年、荘王が臣下に国事を諮ったところ、誰一人自分よりも優れた意見を出す人物が居なかった。荘王は嘆息して、「どのような時代にも聖人はおり、どのような国にも賢者は乏しくない。真の師を見いだして臣下にすることが出来た者は王となり、友となる資格のある者を臣下に出来れば覇者となれる、と聞いている。私は特別優れているわけでもないのに、その自分に及ぶ者がいないとなれば、楚の国の将来はどうなるのか」と言った。居並ぶ群臣は、返す言葉もなかったという。結局荘王の死後、楚は天下の覇権を晋に奪われることになる。
出典は『呉子』。
このように、敵が内側に火種を抱えている場合に、それが燃え盛って敵が自滅するのを待つ戦術を隔岸観火の計と呼ぶ。